# Giovanni Sansone
Pour les articles homonymes, voir Sansone.
Giovanni Sansone (Porto Empedocle, 24 mai 1888 – Florence, 13 octobre 1979) est un mathématicien italien, connu pour ses contributions à l'analyse matématique, pour ses publications et pour son travail d'organisateur de l'activité mathématique en Italie.

## Biographie
Né à Porto Empedocle (Agrigente) le 24 mai 1888, Giovanni Sansone fait ses études secondaires à Palerme, à l'institut technique "Filippo Parlatore". Élève de l'École normale supérieure de Pise de Pise depuis 1906, il est diplômé en mathématiques avec mention en 1910, avec une thèse dirigée par Luigi Bianchi,. A Pise, il est l'élève non seulement de Bianchi mais aussi d'autres mathématiciens illustres tels que Eugenio Bertini, Gian Antonio Maggi, Onorato Nicoletti, Paolo Pizzetti et surtout Ulisse Dini,.
Professeur adjoint d'algèbre et de géométrie analytique à l'université de Pise du 1er novembre 1911 au 31 décembre 1912, il devient en 1913 professeur de mathématiques à l'institut technique Galilei de Florence, où il sert jusqu'au 31 décembre 1926.

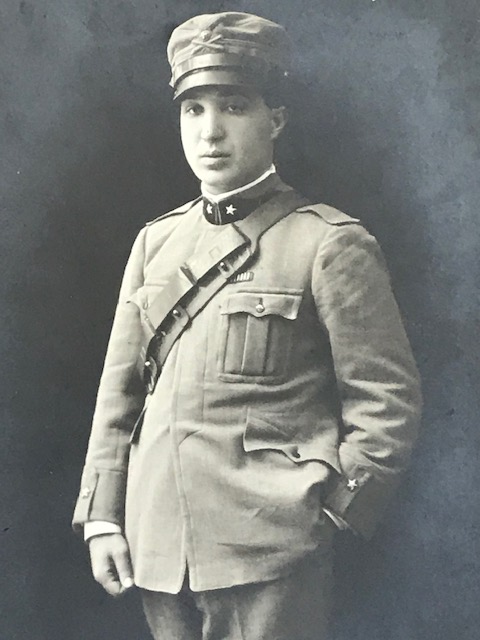
Giovanni Sansone en uniforme d'officier d'artillerie, portrait photographique conservé dans la branche Mathématiques de la Bibliothèque Scientifique de l'Université de Florence.

Rappelé aux armes en mars 1915, il participe à la Grande Guerre comme officier d'artillerie dans la 3e armée, d'abord sur le front de l'Isonzo, puis sur le front du Piave, reçoit la Croix militaire du Mérite en 1919, et obtient le diplôme d'études supérieures à la Scuola Normale Superiore avec les honneurs en 1916, alors qu'il était encore dans l'armée.
Le 10 mars 1913, il est initié à la franc-maçonnerie dans la loge Concordia à Florence, appartenant au Grand Orient d'Italie.
En 1924, il est autorisé à enseigner l'analyse algébrique et infinitésimale.
Titulaire de la chaire d'analyse algébrique à l'université de Florence d'abord comme professeur extraordinaire à partir de 1927 puis comme professeur titulaire à partir de 1930, il est licencié en 1958 et finalement mis à la retraite, faute d'âge limite, en 1963. Nommé professeur émérite en 1964, il a enseigné jusqu'à ses derniers jours un cours universitaire consacré principalement à la théorie des nombres. En 1927, avec l'aide d'Edgardo Ciani, il fonde et organise l'Institut de mathématiques de l'Université de Florence, qui en 1950 porte le nom de son professeur Ulisse Dini, et de nouveau à l'Ateneo Fiorentino, il est doyen de la Faculté. des Sciences de 1957 à 1963 .
Professeur de mathématiques à la Scuola Normale Superiore de 1947 à 1949, il occupe également en 1957 le poste de président de l'Association des normaliens.
Sansone est responsable de la naissance de l'école mathématique florentine et de la formation de toute une génération de mathématiciens, parmi lesquels on peut citer Roberto Conti (it), Enrico Magenes, Carlo Pucci et Giovanni Ricci.
Sansone peut également être considéré comme le fondateur de la Bibliothèque de Mathématiques de l'Université de Florence, en effet on lui doit le soin méticuleux avec lequel la partie historique de la collection a pris forme, d'abord avec l'acquisition de livres appartenant à Ulisse Dini, puis par une politique astucieuse d'achats et d'échanges, enrichie plus tard grâce à des dons tels que ceux de Landau-Finaly et Guido Toja (it) .
Il meurt à Florence le 13 octobre 1979.

## Activité scientifique
L'activité scientifique que Giovanni Sansone a déployée tout au long de son existence peut être divisée en deux grands axes. Le premier, dérivé des travaux de son professeur Luigi Bianchi, est lié à des questions d'arithmétique, d'algèbre et de géométrie, le second s'inspire des travaux d'Ulisse Dini, avec qui il est entré en contact pendant ses années d'études à la Scuola Normal, et axé sur les questions relatives aux propriétés des classes de fonctions spéciales et aux équations différentielles ordinaires, linéaires et non linéaires  .
Au cours de sa carrière, Sansone publie des dizaines d'articles scientifiques qui contribuent au progrès des études mathématiques notamment dans les domaines des groupes discrets, de la théorie des nombres, de la géométrie différentielle des surfaces, des fonctions spéciales, des équations différentielles linéaires et des équations différentielles non linéaires.
Une autre contribution notable de Sansone aux mathématiques est représentée par la production d'importants traités, parmi lesquels on peut citer l'ouvrage en deux volumes, Equazioni differenziali nel campo reale (Équations différentielles dans le domaine réel, 1941) et Equazioni differenziali non lineari (Équations différentielles non linéaires, 1956), écrit en collaboration avec Roberto Conti. Avec Conti lui-même et avec Rolf Reissig, il a également publié Qualitative Theorie Nichtlinearer Differentialgleichungen (1963) et Nichtlineare Differentialgleichungen höherer Ordnung (1969) tandis que le résultat de l'intense collaboration qu'il a établie avec Nicholas Minorsky (it), à partir de la fin des années 1950, a été sa contribution à la rédaction du traité Investigation of Nonlinear Control Systems (1960-1963), consacré à la théorie du contrôle .

## Activité institutionnelle

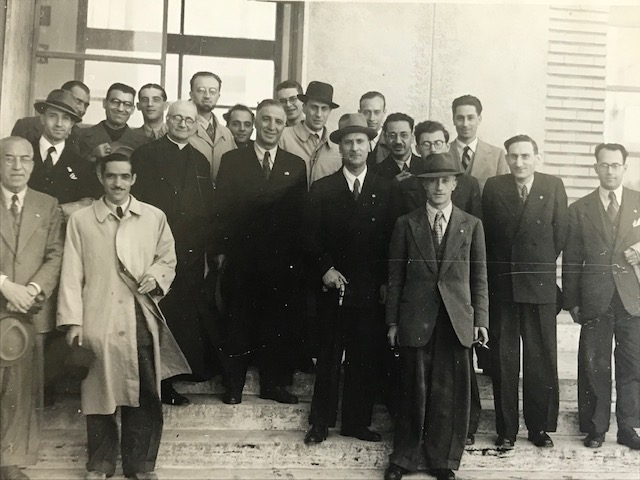
Giovanni Sansone au centre sur une photo de groupe de l'Institut de Mathématiques de l'Université de Florence, conservée à la branche Mathématiques de la Bibliothèque Scientifique de l'Université de Florence.

Les nombreux postes institutionnels occupés au cours de sa longue carrière ont permis à Giovanni Sansone d'apporter une contribution significative au développement de la communauté mathématique italienne.
Sansone est président du comité national des mathématiques du Conseil national de la recherche de 1960 à 1968 et à ce poste, il contribue de manière décisive au soutien et au développement des activités mathématiques, à la fois par la création de bourses pour l'Italie et pour l'étranger et avec un vaste programme de professeurs invités, séminaires nationaux et internationaux.
Membre ininterrompu de la commission scientifique de l'Union mathématique italienne de 1949 à 1970, il en devient le président de 1953 à 1958 et c'est sous sa présidence et grâce à sa contribution que le Centre international d'été mathématique est fondé en 1954.
Codirecteur à partir de 1938 puis directeur de 1962 jusqu'à sa mort de la revue Annali di Matematica Pura ed Applicata, il est également président de Mathesis (it) de 1937 à 1941 et du Groupement de mathématiciens d'expression latine de 1959 à 1962, tandis que de 1945 à 1958, il est membre du Conseil supérieur de l'éducation (it)  .
Membre de diverses académies scientifiques italiennes dont l'Académie des Lyncéens depuis 1947 et l'Académie italienne des sciences depuis 1958, il est également membre associé de l'Académie royale des sciences, des lettres et des beaux-arts de Belgique depuis 1962.

## Prix et reconnaissances

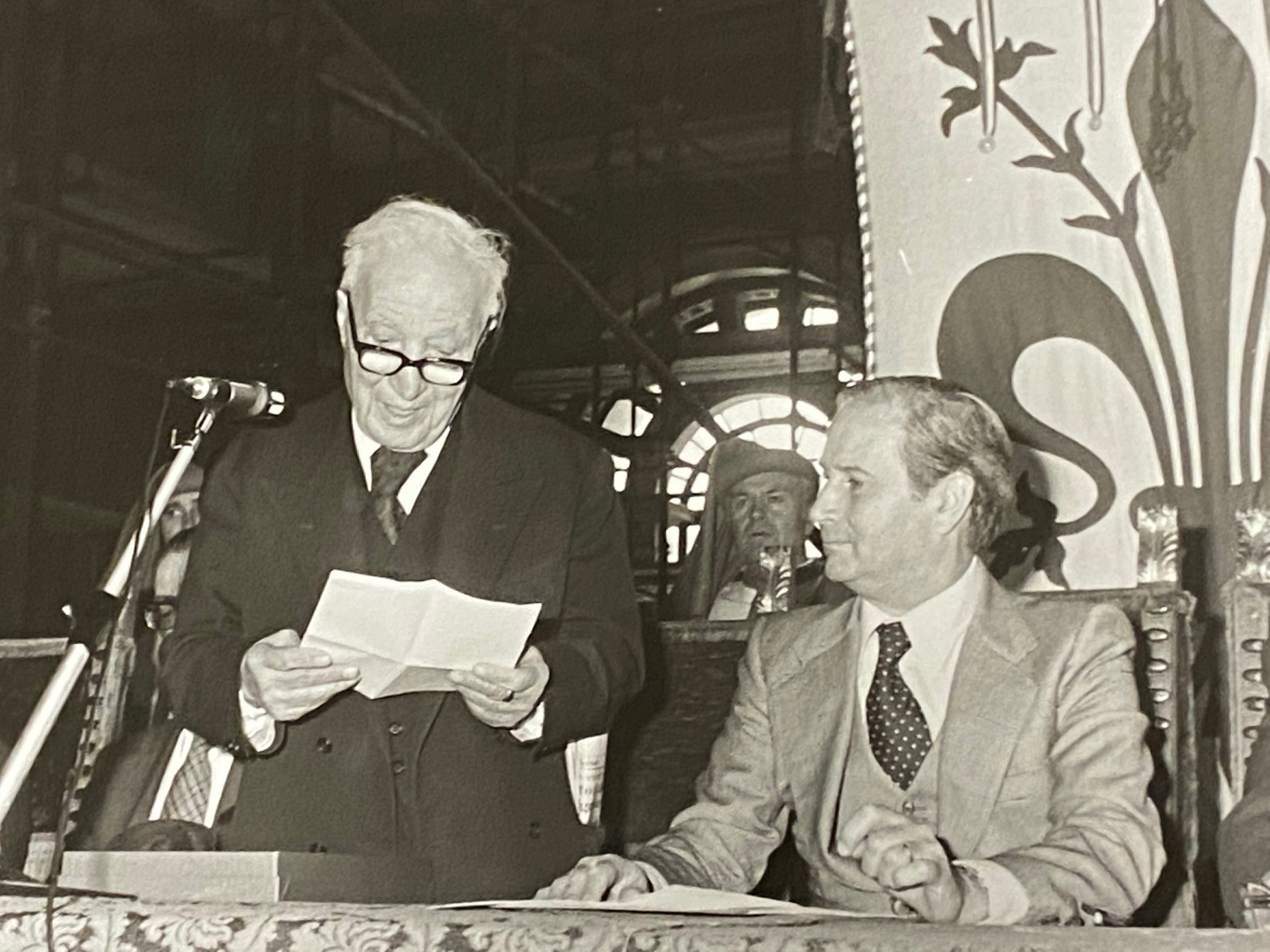
Giovanni Sansone à gauche avec le maire à ses côtés le jour de l'attribution de la citoyenneté d'honneur de Florence, le 24 mai 1978. Collection de la branche Mathématiques de la Bibliothèque Scientifique de l'Université de Florence.

Déjà lauréat en 1942 du prix mathématique de l'Académie italienne des sciences, dite XL, en 1957 Giovanni Sansone reçoit la médaille d'or du mérite de l'école, de la culture et de l'art (it) du ministère de l'Éducation, en 1963 il est nommé Grand officier de l'Ordre du Mérite de la République italienne, il reçoit en 1964 le titre d'Officier de l'ordre des Palmes académiques puis en 1968 celui de Chevalier Grand-Croix de l'Ordre de la République italienne.
En 1928 il est conférencier invité au Congrès international des mathématiciens à Bologne.
En 1978, la municipalité de Florence confère la citoyenneté honoraire à Sansone  tandis que l'Université de Florence lui décerne un diplôme honorifique d'ingénieur, et nommant également, après sa mort, l'Institut de mathématiques appliquées situé au siège de l'ingénierie et depuis 1980 la lecture salle de la bibliothèque de mathématiques.
La municipalité de Sesto Fiorentino dédie une rue à Sansone située dans le complexe éducatif du Polo scientifico di Sesto Fiorentino (it), appartenant à l'Université de Florence.
Le 21 janvier 2010, Porto Empedocle, sa ville natale, nomme une place à son nom.

## Fondation Emma et Giovanni Sansone
Selon sa volonté testamentaire, la Fondation Emma et Giovanni Sansone  est créée, dans le but d'offrir chaque année des bourses en mathématiques à de jeunes diplômés, italiens et étrangers, sur la base d'un concours public. La fondation, basée à Pise à la Scuola Normale Superiore, rappelle également dans son nom la figure de l'épouse de Samson, Emma Galli, décédée en 1974.

## Fonds personnel
À sa mort, la bibliothèque  et les papiers , de Sansone sont restés à la branche de mathématiques de la bibliothèque scientifique de l'Université de Florence . En particulier, outre un important recueil (constitué de plus de 10 000 brochures et extraits classés par ordre alphabétique d'auteur et présent à la fois dans le catalogue papier et dans le catalogue Divers), sont conservés de nombreux documents, objet d'un premier aménagement en 2011, divers imprimés volumes lui appartenant et maintenant contenus dans la collection de livres Angiolo Procissi (it), trois enveloppes de "Memorie e note" avec 166 extraits, également présents dans le catalogue Divers .

## Honneurs

### Honneurs italiens

#### Honneurs militaires
- Croix du Mérite de guerre (1919).
- Médaille commémorative de la guerre italo-autrichienne 1915-1918 (1921).
- Croce commemorativa della 3ª Armata (it)(1921).
- Cavaliere de l'Ordre de Vittorio Veneto (1969).

#### Honneurs civils
- Chevalier de l'Ordre de la Couronne d'Italie (1930)
- Médaille du mérite de la culture et de l'art (1957)
- Grand officier de l'Ordre du Mérite de la République italienne (1963)[20].
- Chevalier grand-croix de l'Ordre du Mérite de la République italienne (1968)[21].
- Citoyen d'honneur de la ville de Florence (1978)[22].

### Distinctions étrangères
Officier de l'ordre des Palmes académiques (Paris, 22 mai 1964).

### Reconnaissances académiques
- Docteur honoris causa (Université de Dijon, 1962).
- Docteur honoris causa (Université de Brno, 1969).
- Docteur honoris causa en Ingénierie électronique (Université de Florence, 1978).

## Publications

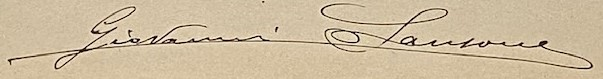
Autographe de Giovanni Sansone, conservé à la Section de Mathématiques de la Bibliothèque Scientifique de l'Université de Florence.

Liste des œuvres sélectionnées :

### Monographies
- Avec Giuseppe Vitali, Moderna teoria delle funzioni di variabile reale, vol. 1, Bologna, Zanichelli, 1935
- Moderna teoria delle funzioni di variabile reale, vol. 2, Bologne, Zanichelli, 1935
- Equazioni differenziali nel campo reale, vol. 1, Bologne, Zanichelli, 1941 (lire en ligne)
- Equazioni differenziali nel campo reale, vol. 2, Bologne, Zanichelli, 1941 (lire en ligne)
- Avec la collaboration de Roberto Conti, Lezioni di analisi matematica, vol. 1, Padoue, Cedam, 1943
- Avec la collaboration de Roberto Conti, Lezioni di analisi matematica, vol. 2, Padoue, Cedam, 1943
- Lezioni sulla teoria delle funzioni di variabili reali, Florence, Editrice Universitaria, 1945
- Lezioni sulle funzione di variabile complessa, vol. 1, Padoue, Cedam, 1947
- Lezioni sulle funzione di variabile complessa, vol. 2, Padoue, Cedam, 1947
- Avec Onorato Nicoletti, Aritmetica ed algebra per i Licei Scientifici, Florence, Società Editrice Dante Alighieri, 1947
- Avec la collaboration de Roberto Conti, Equazioni differenziali non lineari, Rome, Cremonese, 1956
- (en) Orthogonal functions, New York ; Londres, Interscience, 1959
- (en) Nicholas Minorsky et Giovanni Sansone, Roberto Conti, Investigation of Nonlinear Control Systems, Washington, Office of Naval Research, Dept. of the Navy, 1960-1963 (lire en ligne)
- (de) Avec la collaboration de Rolf Reissig, Roberto Conti, Qualitative Theorie nichtlinearer Differentialgleichungen, Rome, Cremonese, 1963
- (de) Rolf Reissig, Nichtlineare Differentialgleichungen hoherer Ordnung, RomE, Cremonese, 1969
- Lezioni di teoria dei numeri redatte per uso degli studenti, Florence, Centro 2P, 1976
- (en) Giovanni Sansone et Johan Gerretsen, Lectures on the Theory of Functions of a Complex Variable (Holomorphic Functions), vol. I, Groningen, P. Noordhoff (math reviews=0113988), 1960.

### Articles
- « Sulle divisioni regolari dello spazio iperbolico in poliedri regolari e in tetraedri », Annali della Scuola Normale Superiore di Pisa. Scienze Fisiche e Matematiche, Scuola Normale Superiore, s. 1, vol. 12,‎ 1912 (Tesi di Laurea).
- « Le divisioni regolari dello spazio iperbolico in piramidi e doppie piramidi », Annali della Scuola Normale Superiore di Pisa. Scienze Fisiche e Matematiche, Scuola Normale Superiore, s. 1, vol. 13,‎ 1919
- « Sulle superficie con due famiglie di curve ortogonali deformabili in linee di livello, e sopra una proprietà caratteristica della superficie ad area minima », Rendiconti del Circolo Matematico di Palermo, Circolo Matematico di Palermo, s. 1, vol. 46,‎ 1922
- « Le relazioni fondamentali tra le operazioni generatrici del gruppo modulare finito con coefficienti interi del campo di Gauss », Rendiconti del Circolo Matematico di Palermo, Circolo Matematico di Palermo, s. 1, vol. 49,‎ 1925
- « I sottogruppi del gruppo modulare con coefficienti del corpo di Jacobi-Eisenstein e un teorema sui gruppi finiti », Annali di Matematica Pura ed Applicata, Zanichelli, s. 4, vol. 3,‎ 1926 (DOI 10.1007/BF02418646)
- « Sul 17° problema dell'analisi indeterminata di Eulero », Rendiconti del Reale istituto lombardo di scienze e lettere, Hoepli, vol. 62,‎ 1929
- « Sulle serie lacunari di polinomi di Legendre di funzioni sommabili », Annali della Scuola Normale Superiore di Pisa. Classe di Scienze, Scuola Normale Superiore, s. 2, vol. 2,‎ 1933
- « Sulla convergenza delle serie di Legendre », Annali della Scuola Normale Superiore di Pisa. Classe di Scienze, Scuola Normale Superiore, s. 2, vol. 4,‎ 1935
- « Sulla sommabilità di Cesaro delle serie di Laplace », Atti della R. Accademia Nazionale dei Lincei. Rendiconti della Classe di scienze fisiche, matematiche e naturali, R. Accademia Nazionale dei Lincei, s. 6, vol. 25,‎ 1937
- « Le equazioni differenziali lineari, omogenee, del quarto ordine, nel campo reale », Annali della Scuola Normale Superiore di Pisa. Classe di Scienze, Scuola Normale Superiore, s. 2, vol. 11,‎ 1942
- « Su un problema ai limiti per l'equazione differenziale {\displaystyle y^{(n)}(x)+\lambda (n-1)!\omega (x)y(x)=0} », Annali di Matematica Pura ed Applicata, Zanichelli, s. 4, vol. 24,‎ 1945 (DOI 10.1007/BF02417926)
- « La Scuola matematica della Sapienza Pisana nell’ultimo secolo », Bollettino dell'Unione Matematica Italiana. Sezione Storico-Didattica, Zanichelli, s. 3, vol. 2,‎ 1947
- « Su una disuguaglianza di P. Turán relativa ai polinomi di Legendre », Bollettino dell'Unione Matematica Italiana. Sezione Scientifica, Zanichelli, s. 3, vol. 4,‎ 1949
- « Su una disuguaglianza relativa ai polinomi di Legendre », Bollettino dell'Unione Matematica Italiana. Sezione Scientifica, Zanichelli, s. 3, vol. 4,‎ 1949
- « Equazioni differenziali nel campo reale: comportamento asintotico delle soluzioni; punti singolari; souluzioni periodiche e valutazione del periodo », Rendiconti di matematica e delle sue applicazioni, Oderisi, s. 5, vol. 10,‎ 1951
- « Teorema di esistenza di soluzioni per un sistema di equazioni funzionali differenziali », Annali di Matematica Pura ed Applicata, Zanichelli, s. 4, vol. 39,‎ 1955 (DOI 10.1007/BF02410761)
- « Sopra l'equazione differenziale del 2º ordine del Dini {\displaystyle xy''+y'=\sin y}. Comportamento degli integrali per {\displaystyle x\rightarrow \infty } », Annali di matematica pura ed applicata, Zanichelli, s. 4, vol. 50,‎ 1960
- « L’Istituto matematico "Ulisse Dini" di Firenze. Discorso inaugurale, 2 marzo 1963 », Il cenacolo,‎ 1963
- « L'equazione {\displaystyle y{\frac {dy}{dx}}+y+|x|^{\nu }sgnx=0,(1\geq \nu \geq 0)} », Annali di matematica pura ed applicata, Zanichelli, vol. 77,‎ 1967 (DOI 10.1007/BF02416949)
- (en) « The equation {\displaystyle y{\frac {dy}{dx}}+y+|x|^{\nu }sgnx=0,(\nu >1)} », Journal of differential equations, Academic Press., vol. 4,‎ 1968
- « L'equazione di J.Nagumo, S.Arimoto e S.Yoshizawa », Annali di matematica pura ed applicata, Zanichelli, vol. 103,‎ 1975 (DOI 10.1007/BF02414158)
- (en) « The points with rational coordinates and in particular those with integer coordinates on the elliptic cubic {\displaystyle y^{2}=x^{3}-x+1} », Annali di matematica pura ed applicata, Zanichelli, vol. 125,‎ 1980

### Entrées encyclopédiques
- Serie, in Enciclopedia Italiana, Roma, Istituto dell'Enciclopedia Italiana, 1936.
- Tetraedro, in Enciclopedia Italiana, Roma, Istituto dell'Enciclopedia Italiana, 1937.
- Weingarten, Julius, in Enciclopedia Italiana, Roma, Istituto dell'Enciclopedia Italiana, 1937.